# Atakera
Atakera is een bestuurslaag in het regentschap Lembata van de provincie Oost-Nusa Tenggara, Indonesië. Atakera telt 622 inwoners (volkstelling 2010).